# 澄江镇 (始兴县)
澄江镇，是中华人民共和国广东省韶关市始兴县下辖的一个乡镇级行政单位。

## 行政区划
澄江镇下辖以下地区：
澄江镇社区、铁寨村、潭坑村、澄江村、暖田村、善亨村、方洞村和四村。